# Volrad Paris von Vieregg
Volrad Paris von Vieregg (juli 1662 – 28. oktober 1736 på Zabkendorf, Mecklenburg-Güstrow) var en mecklenburgsk adelsmand i dansk tjeneste, bror til Claus Heinrich von Vieregg.
Han var søn af dansk generalmajor Joachim Heinrich von Vieregg og Anna Margrethe von Hahn og var herre til Zabkendorf og Gremmelin. 1688 blev Vieregge dansk kammerjunker, 16. maj 1695 hofmarskal for prins Christian, som døde samme år, og 15. december 1716 etatsråd. 5. juni 1731 blev han Hvid Ridder.
Han var gift med Catharina Dorothea von Owstien (28. august 1673 – 6. oktober 1725).